# Karpartade fiskar
De karpartade fiskarna (Cypriniformes), även kallade karp- och malartade fiskar, utgörs av sugkarpfiskar, karpfiskar och olika grönlinglika fiskfamiljer. Den mest iögonenfallande skillnaden gentemot de närbesläktade laxkarparna och malarna är avsaknaden av tänder i munnen. I gengäld är svalgbenen mycket välutvecklade.